# Tasmaniosoma
Tasmaniosoma (лат.) — род двупарноногих многоножек из семейства Dalodesmidae отряда Polydesmida. Около 20 видов. Эндемики Тасмании (Австралия).

## Описание
Длина 1—2 см. Обитают в подстилочном слое эвкалиптового леса, под корнями и под корой. Длинноногие, часто быстро бегают, иногда встречаются ярко окрашенные формы. Тело состоит из 19 сегментов (у ювенильных особей меньше). Дорсальная бороздка отсутствует. Голова крупная и округлая; глаз нет. Телоподы выглядят как обычные ноги.

## Систематика
На острове Тасмания обнаружено около 20 видов. Впервые род был выделен в 1936 году немецким зоологом Карлом Вильгельмом Фергефом (1867—1944). Ещё 18 видов были описаны в 2010 году австралийским мириапидологом Робертом Месибовым (Robert Mesibov, Queen Victoria Museum and Art Gallery, Лонсестон, Тасмания).
- Tasmaniosoma armatum Verhoeff, 1936[5]
- Tasmaniosoma alces Mesibov, 2010[1]
- Tasmaniosoma aureorivum Mesibov, 2010[1]
- Tasmaniosoma australe Mesibov, 2010
- Tasmaniosoma barbatulum Mesibov, 2010
- Tasmaniosoma bruniense Mesibov, 2010
- Tasmaniosoma cacofonix Mesibov, 2010
- Tasmaniosoma clarksonorum Mesibov, 2010
- Tasmaniosoma compitale Mesibov, 2010
- Tasmaniosoma decussatum Mesibov, 2010
- Tasmaniosoma fasciculum Mesibov, 2010
- Tasmaniosoma fragile Mesibov, 2010
- Tasmaniosoma gerdiorivum Mesibov, 2010
- Tasmaniosoma hesperium Mesibov, 2010
- Tasmaniosoma hickmanorum Mesibov, 2010
- Tasmaniosoma laccobium Mesibov, 2010
- Tasmaniosoma maria Mesibov, 2010
- Tasmaniosoma orientale Mesibov, 2010
- Tasmaniosoma warra Mesibov, 2010[1]